# Педагогические курсы при Императорской Академии художеств
Педагогические курсы при Императорской Академии художеств — курсы, созданные в Санкт-Петербурге в 1879 году с целью подготовки преподавателей в области графических искусств для средних учебных заведений.
На основании «Записки об учреждении Педагогических курсов при И. А.Х.», составленной библиотекарем Императорской Академии художеств В. П. Шемиотом совместно с В. Ф. Эвальдом по поручению специально созданной комиссии, было составлено «Положение о педагогических курсах и состоящих при них нормальной школы рисования и музея учебных пособий». Положение было утверждено министром народного просвещения 9 июня 1879 года.
Согласно «Положению» целью курсов было «приготовление учителей и учительниц рисования для учебных заведений Империи» (§ 1). Педагогический курс составлял 4 года, «в продолжение которых ученики Академии не прекращают своих учебных занятий по Академии, до окончания всего курса».
Первым руководителем и, одновременно, педагогом курсов стал В. П. Шемиот. В 1898 году руководителем курсов стал А. В. Маковский.